# Christopher Aikman
| 7840 Hendrika   | 5 ottobre 1994    |
| 10870 Gwendolen | 25 settembre 1996 |
| 24899 Dominiona | 14 gennaio 1997   |
| 246913 Slocum   | 23 settembre 1998 |
| 670744 Karsh    | 14 gennaio 1997   |

Christopher Aikman (Ottawa, 1943) è un astronomo canadese.
Ha lavorato tra il 1968 e il 1997 all'Osservatorio astrofisico Dominion di Saanich nella Columbia Britannica.
Nei primi anni della carriera si è dedicato allo studio spettrografico delle stelle peculiari. Tra il 1991 e il 1997 ha diretto un programma di ricerca asteroidale con lo storico telescopio costruito da John Stanley Plaskett.
È stato il rappresentante canadese nella fondazione del progetto Spaceguard.
Il Minor Planet Center gli accredita la scoperta di quattro asteroidi, effettuate tra il 1994 e il 1998.